# صلح أباد (جلغة)
صلح أباد (بالفارسية: صلح‌آباد) هي قرية تقع في إيران في قسم جلغة الريفي.